# Voleuses
Voleuses és una pel·lícula de comèdia d'acció francesa del 2023 dirigida per Mélanie Laurent, que també va protagonitzar la pel·lícula juntament amb Adèle Exarchopoulos i Manon Bresch. La pel·lícula es basa en la novel·la gràfica La Grande Odalisque de Jérôme Mulot, Florent Ruppert i Bastien Vivès. Es va estrenar a Netflix l'1 de novembre de 2023. S'ha subtitulat al català.

## Repartiment
- Adèle Exarchopoulos com a Alex
- Mélanie Laurent com a Carole
- Manon Bresch com a Sam
- Isabelle Adjani com a Marraine
- Félix Moati com a Clarence
- Philippe Katerine com Abner
- Mila Rosenthal com a Raoule